# Curt Epstein
Curt Epstein (geb. 1898 in Heydekrug; gest. 1976 in Zürich) war ein deutscher Jurist, NS-Opfer und hoher Landesbeamter.

## Leben
Curt Epstein, der aus einer deutsch-jüdischen Familie kam, war promovierter Jurist und als Richter in Berlin und Heydekrug tätig. Nach der Eingliederung des Memelgebietes an das nationalsozialistische Deutsche Reich wurde er mehrere Jahre als Jude in einem Konzentrationslager inhaftiert, unter anderem im KZ Dachau. Nach dem NS-Ende war er im Rang eines Regierungsdirektors von 1945/46 bis 1950 Staatskommissar für Wiedergutmachung in Hessen und Staatskommissar für die Betreuung der Juden in Groß-Hessen. Er gehörte zu den Begründern der Vereinigung der Verfolgten des Naziregimes (VVN). Im Juli 1948 stellte er sich an die Spitze einer Bewegung, die die Offenbacher Synagoge wieder für die jüdische Gemeinde zurückforderte. Er war Kritik ausgesetzt, schon 1948 sollte sein Amt geschlossen werden, was heftige Proteste von Verfolgten auslöste. Im März 1950 musste er die Leitung der Wiedergutmachung abgeben, weil er nach Meinung seines Dienstherrn, des hessischen Innenministers Heinrich Zinnkann (SPD), seine Aufgabe nicht zufriedenstellend löse. Damit gehörte er mit Philipp Auerbach (Bayern), Marcel Frenkel (NRW), Alphonse Kahn (Rheinland-Pfalz) und Ludwig Loeffler (Hamburg) zu einer Gruppe von ehemaligen NS-Verfolgten jüdischer Herkunft, die zu Beginn der 1950er Jahre im Kontext einer Neuordnung der Entschädigungspolitik ihr Amt als Landesbeauftragte aufgeben mussten, was die Ausgangslage der Opfer verschlechterte. Voraus ging der Versuch der Skandalisierung von Epstein als Aufsichtsratsmitglied neben Philipp Auerbach und Walter Kolb einer „Jüdischen Industrie- und Handelsbank“, in der Betrüger sich gesperrte Entschädigungsgelder aneigneten und gegen deren Gründung bereits im Vorfeld die VVN protestiert hatte. Wenngleich den Aufsichtsratsmitgliedern, die eine rein repräsentative  Funktion hatten, im anschließenden Verfahren keine Vorwürfe gemacht wurden, verließ Epstein Deutschland und wanderte nach Israel aus. Zeitweise lebte er auch in Brasilien.
Curt Epstein war verheiratet mit Eva Epstein, geborene Meier (gestorben 1974).